# 第1次ジョンソン内閣
第1次ジョンソン内閣（だいいちじジョンソンないかく）は、2019年7月24日にテリーザ・メイ首相の辞任後、ボリス・ジョンソンを首相とした内閣である。2019年6月7日にテリーザ・メイは既に保守党党首を辞任しており、同年7月23日の保守党党首選で後継者に選ばれた。ボリス・ジョンソン内閣は57会期の議会から保守党内閣として選ばれた。同内閣は、同年9月3日にフィリップ・リーの自由民主党への鞍替え（w:Crossing the floor）により、法案可決必要な安定多数「ワーキング・マジョリティ」を失った。

## 経緯
2019年5月24日、EU離脱のためにEUと合意していた離脱協定案（w:Withdrawal Agreement and Implementation Bill）」が、庶民院で三度目の採決も挫折したことを受けて、前任者のテリーザ・メイ首相は、保守党党首の辞意、ひいては首相からの退任を表明した。かかる辞任表明では2019年のイギリスでの欧州議会選挙おける保守党の芳しくない選挙結果にも言及されていた。2019年6月7日、メイは保守党党首を辞任した。
同年7月23日、前ロンドン市長で外務・英連邦大臣のボリス・ジョンソンは保守党党首選でメイの後継に選ばれ、保守党党首となった。ジョンソンはエリザベス女王に拝謁し、北アイルランドの民主統一党の閣外協力協定による支持を受けて首相に就任した。翌7月24日にはジョンソンは組閣し、「ジョンソン内閣」が発足した。この内閣は「現代のイギリスのための内閣（"Cabinet for modern Britain"）」として説明されるとともに、「ガーディアン」紙は「（顔ぶれは）多文化主義的だがイデオロギー的には単一的思想」によるものだと評した。
組閣の間、ジョンソンは11人の前任の大臣を罷免し、6人の前任の大臣の辞任を受け入れた。この「パージ」をジョンソンの盟友 ナイジェル・エヴァンズは「夏の日の虐殺というほどの大した内閣改造ではない（ "not so much a reshuffle as a summer's day massacre"）
」と言い表した 。この大量の解任劇は英国政治史上、与野党逆転ではない新内閣発足では7人の大臣が解任された「1962年の長いナイフの夜（"Night of the Long Knives" ）」を越える、最も大がかりなものとなった。これを大衆紙「ザ・サン」は「ブロンドのナイフの夜 （"Night of the Blond Knives"）」と言い換えた。
閣内に残った他の閣僚のうち、ジョンソンはドミニク・ラーブを筆頭国務大臣並びに外務・英連邦大臣に、サジド・ジャヴィドを財務大臣にプリティ・パテルを内務大臣に任命した。ジョンソンは内閣に参加する大臣の数を33に減らした。これは第2次メイ内閣より4人少ない。閣僚の4分の1は女性が任命されたがこれは前のメイ政権、デーヴィッド・キャメロン政権より少ない。この内閣はこれまでで最もエスニック・マイノリティの就任者が多い。4人の長官（secretaries of state）と2人の補佐官（additional minister）はマイノリティのバックグラウンドを有していた。閣僚の17％はBAME（黒人とエスニックマイノリティ）のバックグラウンドを有していた。BAMEの人々はイギリスの人口の14％を占めている。3分の2近くが無料学校に通い、ほぼ半分がオックスブリッジ（オックスフォード大学、ケンブリッジ大学）に進学している。ジョンソンは新しい内閣の称号「連合大臣（w:Minister for the Union） 」を自身が帯びるために創設した。これは指導者に選ばれたときの公約として掲げたものであった 。
「多数派」からの転落
2019年9月3日フィリップ・リーが反対派に転じ、自由民主党に鞍替えしため、ジョンソンは安定可決に必要な議席数「ワークキング・マジョリティ」を失った。同日、議会による提出議題一覧のコントロールとEUからの合意なき離脱を防ぐための議員提出法案審議を求めて21人の保守党議員が政府に反対する票を投じたため追放処分となり、さらにジョンソン側の議員数が減少することとなった。
2019年9月5日、ジョンソンの弟でオーピントン選挙区選出の議員ジョー・ジョンソンは、閣僚と議員の両方の地位を辞任する意図を表明した。「この数週間、私は家族との忠誠と国民の利益の間で引き裂かれてきた。解決しがたい緊張状態で、議員と閣僚の役割を他の方にお引き受け頂くべき時だと思う」と述べた。
2019年9月7日、平等担当大臣で労働年金大臣のアンバー・ラッドが辞職し保守党を離党した。

### 2019年総選挙と第2次ジョンソン内閣
2019年12月12日に行われた総選挙では、ジョンソン首相が率いる与党が勝利し、第2次ジョンソン内閣は3日後に結成された。

## 閣僚の一覧
| 役職                                              | 画像 | 大臣                             | 任期                          |
| ------------------------------------------------- | ---- | -------------------------------- | ----------------------------- |
| 内閣の閣僚                                        |      |                                  |                               |
| 首相 第一大蔵卿 国家公務員担当大臣 連合担当大臣   |      | ボリス・ジョンソン               | 2019年7月24日 -               |
| 筆頭国務大臣                                      |      | ドミニク・ラーブ                 | 2019年7月24日 -               |
| 財務大臣 第二大蔵卿                               |      | サジド・ジャヴィド               | 2019年7月24日 –               |
| 内務大臣                                          |      | プリティ・パテル                 | 2019年7月24日 -               |
| 外務・英連邦大臣                                  |      | ドミニク・ラーブ                 | 2019年7月24日 -               |
| 欧州連合離脱大臣                                  |      | ステファン・バークレー           | 2018年11月16日 -              |
| 国防大臣                                          |      | ベン・ウォレス                   | 2019年7月24日 -               |
| 保健・社会介護大臣                                |      | マット・ハンコック               | 2018年7月9日-                 |
| 大法官 司法大臣                                   |      | ロバート・バックランド           | 2019年7月24日 -               |
| 教育大臣                                          |      | ギャヴィン・ウィリアムソン       | 2019年7月24日 -               |
| 女性・平等担当大臣                                |      | アンバー・ラッド                 | 2019年7月24日 - 2019年9月7日  |
| 女性・平等担当大臣                                |      | リズ・トラス                     | 2019年9月10日-                |
| 国際貿易大臣 通商会議議長                         |      | リズ・トラス                     | 2019年7月24日 -               |
| ビジネス・エネルギー・産業戦略大臣                |      | アンドレア・レッドサム           | 2019年7月24日 -               |
| 環境・食糧・農村地域大臣                          |      | テリーザ・ヴィリアーズ           | 2019年7月24日 -               |
| 運輸大臣                                          |      | グラント・シャップス             | 2019年7月24日-                |
| 住宅・コミュニティ・地方自治大臣                  |      | ロバート・ジェンリック           | 2019年7月24日 -               |
| 貴族院院内総務 王璽尚書                           |      | ボウズ・パークのエヴァンス女男爵 | 2016年7月14日 -               |
| スコットランド大臣                                |      | アリスター・ジャック             | 2019年7月24日 -               |
| ウェールズ大臣                                    |      | アラン・ケアンズ                 | 2016年3月19日 - 2019年11月6日 |
| 北アイルランド大臣                                |      | ジュリアン・スミス               | 2019年7月24日 -               |
| 国際開発大臣                                      |      | アロック・シャーマ               | 2019年7月24日 -               |
| デジタル・文化・メディア・スポーツ大臣            |      | ニッキー・モーガン               | 2019年7月24日 -               |
| 労働・年金大臣                                    |      | アンバー・ラッド                 | 2018年11月16日 - 2019年9月7日 |
| 労働・年金大臣                                    |      | テリーズ・コフィー               | 2019年9月8日 -                |
| ランカスター公領大臣                              |      | マイケル・ゴーヴ                 | 2019年7月24日 -               |
| 無任所大臣 （保守党幹事長）                       |      | ジェームズ・クレバリー           | 2019年7月24日 -               |
| 閣議に出席する閣外の役職                          |      |                                  |                               |
| 庶民院院内総務 枢密院議長                         |      | ジェイコブ・リース＝モグ         | 2019年7月24日 -               |
| 財務省首席担当官                                  |      | リシ・スナク                     | 2019年7月24日-                |
| 庶民院院内幹事長 財務省政務担当官                 |      | マーク・スペンサー               | 2019年7月24日                 |
| 法務長官                                          |      | ジェフリー・コックス             | 2018年7月9日 -                |
| 内閣府担当大臣 主計長官                           |      | オリヴァー・ダウデン             | 2019年7月24日-                |
| ビジネス・エネルギー・クリーン成長担当副大臣      |      | クワシ・クワーテング             | 2019年7月24日 -               |
| ノーザンパワーハウス及び地方成長担当副大臣        |      | ジェイク・ベリー                 | 2019年7月24日 -               |
| 住宅・都市計画担当副大臣                          |      | エスター・マクヴェイ             | 2019年7月24日 -               |
| 大学・科学・研究・イノベーション担当副大臣        |      | ジョー・ジョンソン               | 2019年7月24日 - 2019年9月5日  |
| 環境・国際開発担当副大臣                          |      | ザック・ゴールドスミス           | 2019年9月6日-                 |
| 安全保障担当副大臣 EU離脱・合意なき離脱準備副担当 |      | ブランドン・ルイス               | 2019年7月24日 -               |